# Pintoa chilensis
Pintoa chilensis är en pockenholtsväxtart som beskrevs av C. Gay. Pintoa chilensis ingår som enda art i släktet Pintoa och familjen pockenholtsväxter. Inga underarter finns listade i Catalogue of Life.